# This Time I Almost Made It
This Time I Almost Made It es el tercer álbum de estudio de la cantante de música country estadounidense Barbara Mandrell. Fue lanzado en agosto de 1974 por Columbia Records y contenía 11 temas. El álbum era una mezcla de material original y versiones de canciones de otros artistas.

## Grabación y contenido
Las sesiones de grabación de This Time I Almost Made It tuvieron lugar en Columbia Studio B, en Nashville, Tennessee. Billy Sherrill produjo el álbum mientras que Lou Bradley se desempeñó como ingeniero de audio. The Jordanaires y Nashville Edition contribuyeron con coros en las canciones. This Time I Almost Made It contenía once canciones. Muchos de los temas del álbum eran composiciones contemporáneas, como la canción que da nombre al LP, que fue escrita por Sherrill. Otras canciones del álbum eran versiones de material previamente grabado por otros artistas de country. Esto incluyó una versión de «A Very Special Love Song», que fue un éxito número uno para Charlie Rich en enero de 1974. El álbum también incluye una versión de la canción «Keep On Singing», que fue un éxito número uno para Helen Reddy en febrero del mismo año. «Words» fue grabada por primera vez por los Bee Gees, mientras que «Something» fue grabada por primera vez por The Beatles.

## Relanzamientos
This Time I Almost Made It fue publicado por primera vez en CD a través del sello Real Gone Music el 12 de febrero de 2016. Subtitulado como The Lost Columbia Masters, la reedición contenía nueve canciones adicionales, entre las cuales se encontraban el lado B de «This Time I Almost Made It», «Son-of-a-Gun».

## Recepción de la crítica
El álbum recibió reseñas positivas por parte de los críticos. Un escritor no especificado de la revista Cash Box declaró: “Barbara Mandrell tiene una textura especial en su voz que le da a su voz sensual una sensación diferente a la de otras artistas femeninas”.

## Lista de canciones
| Lado uno |                                     |                                  |          |  |
| N.º      | Título                              | Escritor(es)                     | Duración |  |
| 1.       | «This Time I Almost Made It»        | Billy Sherrill                   | 2:16     |  |
| 2.       | «Right Back Feeling Like a Woman»   | Jerry Chesnut                    | 2:49     |  |
| 3.       | «Wisdom of a Fool»                  | Roy Alfred Abner Silver          | 2:43     |  |
| 4.       | «You're All I Need to Get By»       | Nickolas Ashford Valerie Simpson | 2:21     |  |
| 5.       | «Wonder When My Baby's Coming Home» | Kermit Goell Arthur Kent         | 2:10     |  |

| Lado dos |                                    |                                    |          |  |
| N.º      | Título                             | Escritor(es)                       | Duración |  |
| 1.       | «Keep On Singing»                  | Danny Janssen Bobby Hart           | 2:46     |  |
| 2.       | «A Very Special Love Song»         | Sherrill Norro Wilson              | 2:50     |  |
| 3.       | «Today I Started Loving You Again» | Merle Haggard Bonnie Owens         | 2:25     |  |
| 4.       | «Kiss the Hurt Away»               | Chuck Reed Finley Duncan           | 2:28     |  |
| 5.       | «Words»                            | Barry Gibb Robin Gibb Maurice Gibb | 2:39     |  |
| 6.       | «Something»                        | George Harrison                    | 2:30     |  |

## Créditos y personal
Créditos adaptados desde las notas de álbum de This Time I Almost Made It.
Músicos
- Barbara Mandrell – voz principal
- The Jordanaires – coros en todas los temas excepto «Right Back Feeling Like a Woman», «You're All I Need to Get By» y «Keep On Singing»
- The Nashville Edition – coros en «Right Back Feeling Like a Woman», «You're All I Need to Get By» y «Keep On Singing»

Personal técnico
- Billy Sherrill – productor
- Lou Bradley – ingeniero de audio
- Bill Barnes – diseño
- Slick Lawson – fotografía

## Posicionamiento
| Gráfica (1974)                   | Pico de posición |
| -------------------------------- | ---------------- |
| Estados Unidos (Hot Country LPs) | 41               |